# プラネタリー・バウンダリー

緑色の領域は安全な範囲内にある人間活動を表し、黄色の領域は安全な領域を超えてもよいし、超えないかもしれない人間活動を表し、赤い領域は安全な領域を超えた人間活動を表し、赤い疑問符のついた灰色の領域は安全領域がまだ決定されていない人間活動を表す。

プラネタリー・バウンダリー（英: Planetary boundaries）は、人類が生存できる安全な活動領域と、その限界にあたる気候転換点を定義する概念である。地球の限界、あるいは惑星限界とも呼ばれる。
プラネタリー・バウンダリーは、安全域や程度を示す限界値を有する9つのプロセスを定めている。人間活動が限界値を超えた場合、地球環境に不可逆的な変化が急激に起きる可能性がある。定量化できていないプロセスもあり、研究が進められている。科学者によってプラネタリー・バウンダリーにもとづく政策提案が行われており、持続可能な開発目標（SDGs）の内容にも採用された。
提唱者の1人であるヨハン・ロックストロームは、プラネタリー・バウンダリーが人類による大惨事を防ぐためのものだとしており、崖道に付けられたガードレールにたとえている。

## 背景
18世紀の産業革命以降、石炭の燃焼による大気汚染をきっかけとして、人類が環境に与える影響についての研究や立法が進んだ。国際社会で環境問題が論じられるようになったのは、20世紀後半からだった。1992年のリオデジャネイロの国連気候変動枠組条約、1997年の京都議定書をへて、2009年12月にコペンハーゲンで開催された気候変動枠組条約締約国会議（COP15）では各国の首脳が集まった。
COP15の前に、プラネタリー・バウンダリーについての最初の論文が発表された。論文は、ストックホルム・レジリエンス・センターの環境学者ヨハン・ロックストロームと、オーストラリア国立大学の化学者ウィル・ステフェンが主導する約20名の地球システムと環境科学者のグループがまとめた。論文のタイトルは「人類にとっての（地球の）安全な機能空間」で、2009年9月24日に学術誌『ネイチャー』に掲載された。この論文は、全地球的な気候、成層圏オゾン、生物多様性、海洋酸性化などの自然システムを継続的に計測・監視することを提案した。計測や監視を通して、人類は貧困の緩和や経済成長の追求が安定的に可能になると論じた。論文の発表によって、プラネタリー・バウンダリーの必要性が科学界で認められていった。
プラネタリー・バウンダリーは、持続可能な開発のための条件であり、「人類のための安全動作領域」を定義するフレームワークとして考えられた。政府、国際機関、市民社会、科学界および民間部門を含む国際社会に向けた提案でもあった。このフレームワークは、産業革命以降の人間の活動が、地球環境の変動の主な要因となってきたことを示す。地球にとっての安全域や程度を示す限界値を有する9つの地球システムを定義しており、いくつかはすでに人類の活動によって限界値を超えており、それ以外も差し迫った危機にある。しかし当初はビジネスや政策担当者への影響は少なく、COP15の参加国は温室効果ガスを防ぐための合意を達成できなかった。
2012年、ロックストロームは写真家・映画監督のマティアス・クルムとの共著『人類の挑戦：プラネタリー・バウンダリーの範囲内での繁栄』を出版し、プラネタリー・バウンダリーの概念を再び提案した。この本は同年にリオデジャネイロで開催された国連持続可能な開発会議で各国代表に渡された。政策立案者の間でプラネタリー・バウンダリーの理解が進み、オックスファムや世界自然保護基金（WWF）、NGOのフォーラムでも注目されるようになっていった。

## 分類
プラネタリー・バウンダリーの特定にあたり、科学者グループが検討を行い、50以上の候補から最重要なプロセスを9つ選んだ。この9つは、機能によって3種類のグループに分けられる。

### 地球的な閾値が明確に定義されたグループ
気候変動、成層圏オゾン層の破壊、海洋酸性化が含まれる。これらには明確な閾値があり、ある状態から別の状態に急激に移行すると地球全体に影響を与える。

### 緩やかに変化する地球環境にかかる変数にもとづくグループ
土地利用の変化、淡水利用、生物多様性の損失、生物地球化学的循環（窒素とリンの循環）が含まれる。これらは緩やかな限界値とも呼ばれ、地球システムのフィードバックを支えている。第1グループが地球全体の変動であるのに対して、限定された地域の限界値に関係している。地球規模での独自の閾値はないが、複数の組み合わせによって急激な変化がありうる。

### 人類が作り出した脅威
大気エアロゾルの負荷化学物質、重金属や有機化学物質による生物圏の汚染が含まれる。これらは多数のプロセスに関連するため、閾値の設定を定めるための研究が進められている。
ロックストロームらは2009年の発表で、見逃しているものやプラネタリー・バウンダリーではないものが含まれているかを科学界に問題提起し、制作立案者、ビジネスリーダー、市民にも精査を求めた。その結果をもとに、2014年に9つのプロセスが適切であると結論づけた。
9つのプロセスの中で、気候変動、生物多様性の損失、生物地球化学的循環は2009年時点で限界を超えたともいわれている。
| プラネタリー・バウンダリー | プラネタリー・バウンダリー                                           | プラネタリー・バウンダリー | プラネタリー・バウンダリー | プラネタリー・バウンダリー | プラネタリー・バウンダリー | プラネタリー・バウンダリー |
| 地球システムでのプロセス   | 制御値                                                               | 限界値                     | 現在値                     | 限界値を超えた？           | 産業革命以前の値           | コメント                   |
| -------------------------- | -------------------------------------------------------------------- | -------------------------- | -------------------------- | -------------------------- | -------------------------- | -------------------------- |
| 1. 気候変動                | 大気中の二酸化炭素濃度（ppm）                                        | 350                        | 400                        | はい                       | 280                        | [ 21 ]                     |
| 1. 気候変動                | 産業革命以来（1750年以降）の放射強制力の増加量（W / m2）             | 1.0                        | 1.5                        | はい                       | 0                          | [ 22 ]                     |
| 2. 生物多様性の損失        | 絶滅率（年当たりの種数）                                             | 10                         | 100                        | はい                       | 0.1-1                      | [ 23 ]                     |
| 3. 生物地球化学的循環      | (a) 人為的に大気中から除去された窒素の量（年間あたり百万トン単位）   | 35                         | 121                        | はい                       | 0                          | [ 24 ]                     |
| 3. 生物地球化学的循環      | (b) 人為的に海洋に入るリンの量（年間あたり百万トン単位）             | 11                         | 8.5-9.5                    | いいえ                     | -1                         | [ 25 ]                     |
| 4. 海洋酸性化              | 表層海水中のアラレ石の全球平均飽和状態（オメガ単位）                 | 2.75                       | 2.90                       | いいえ                     | 3.44                       | [ 26 ]                     |
| 5. 土地利用の変化          | 農地に変換された地表面（パーセント）                                 | 15                         | 11.7                       | いいえ                     | low                        | [ 27 ]                     |
| 6. 淡水                    | グローバルな淡水利用(km3/yr)                                         | 4000                       | 2600                       | いいえ                     | 415                        | [ 28 ]                     |
| 7. オゾンホール            | 成層圏オゾン濃度(ドブソン単位)                                       | 276                        | 283                        | いいえ                     | 290                        | [ 29 ]                     |
| 8. 大気エアロゾル粒子      | 大気中の全体的な 粒子状物質 の濃度                                   | 定量化できていない         | 定量化できていない         | 定量化できていない         | 定量化できていない         | [ 30 ]                     |
| 9. 化学物質による汚染      | 有害物質、合成樹脂、内分泌攪乱物質、重金属、放射能汚染の環境中の濃度 | 定量化できていない         | 定量化できていない         | 定量化できていない         | 定量化できていない         | [ 31 ]                     |

## 各プロセスの詳細

### 気候変動

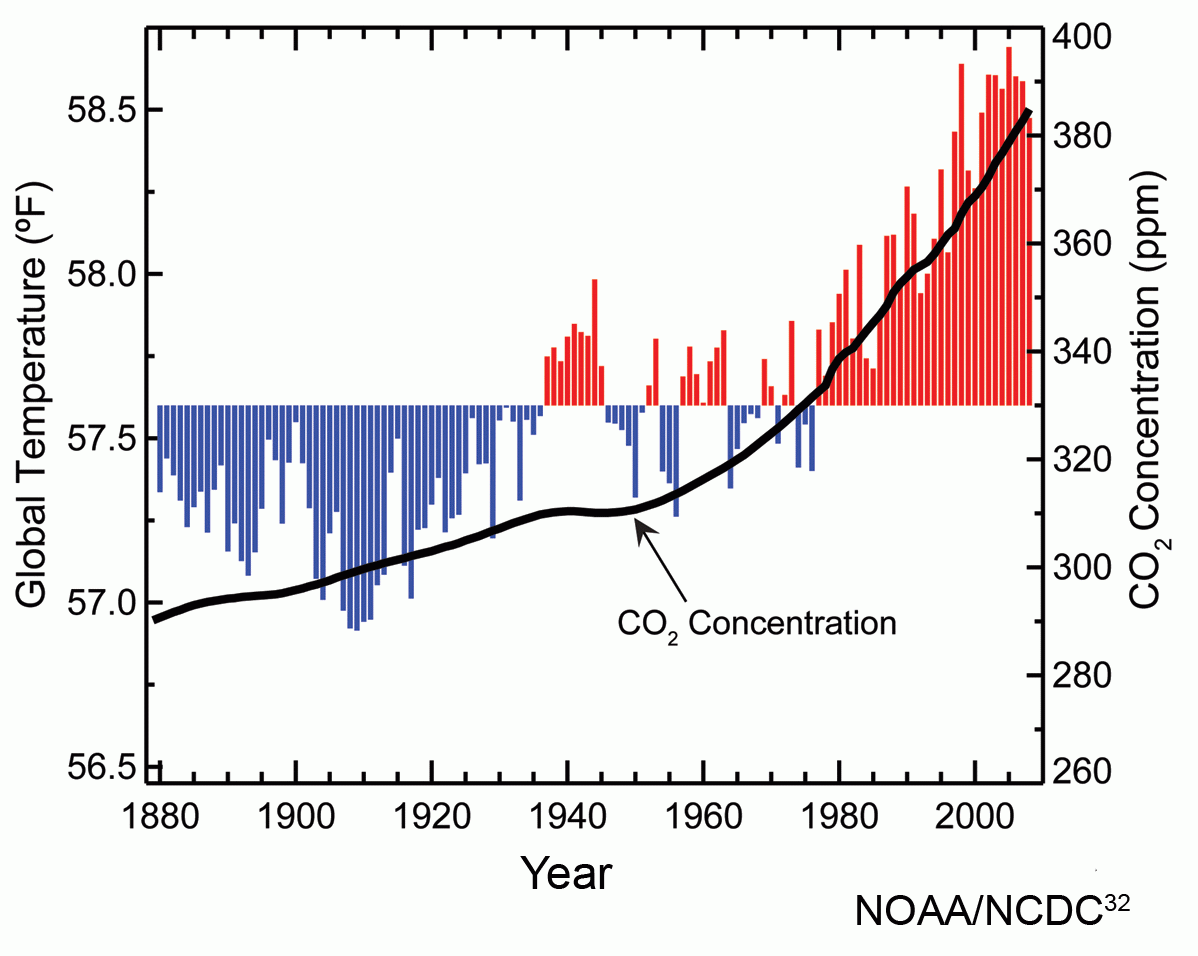
黒い線は、1880-2008年の大気中の二酸化炭素濃度を示す。赤色は平均気温より高い温度を示し、青色は未満の温度を示す。毎年の気温変動は、エルニーニョ現象、ラニーニャ現象、大規模な火山噴火などの自然現象に起因する。.

気候変動については、大気中の二酸化炭素濃度と放射強制力の2つが制御変数とされる。古気候学のデータをもとにした予想では、二酸化炭素濃度の限界値は350ppm以下であり、それを上回ると極地の氷が大規模に溶け、海面上昇や海洋酸性化などの結果をもたらす可能性がある。人類が排出する温室効果ガスの正味エネルギー量は、1平方メートルあたり1ワット以下の増加が限界値とされ、地球の平均気温1度の上昇に相当する。
気候変動によって、人類がこれまで築いた文明の前提が失われる可能性がある。250万年前の更新世に人類の祖先が発生した時には、気候は氷河期と温暖期の変動を繰り返しており、人類にとって過酷な環境だった。7万5000年前には、人口が1万5000人まで減少したことも判明している。農耕による安定した食糧生産が可能になったのは、1万1700年ほど前から気候が暖かくなり、変化が緩やかになったことが原因にある。これが完新世と呼ばれている間氷期にあたり、暖かく湿気があり、予測できる気候は農耕にとって好条件だった。21世紀時点でも人類の繁栄は完新世の条件に依存しているが、気候変動によって安定性が失われ、人新世と呼ばれる地質時代に入ったともいわれている。
気候が外部要因によって影響を受ける度合いを気候感度とも呼び、この気候感度の予測は幅が大きい。理由としては、(1) 温暖化した際の雲の変化が予測しにくい点、(2) 温暖化による炭素循環の変化が予測しにくい点にある。予測の幅が大きいため、温室効果ガスの削減目標と気温の上昇を関係づけることを困難としている。温度上昇と温暖化の影響は確率的にしか分からない。

### 生物多様性の損失
生態系への影響の変数として、21世紀初頭における生物種の絶滅率を使っている。化石記録によれば、海洋生物と哺乳動物の平均絶滅率は年間で100万種あたり0.1から1とされる。2019年時点の報告では、約100万種の動植物が絶滅の危機に瀕しており、生物種絶滅のペースは過去1,000万年の平均と比べて少なくとも数十倍から数百倍といわれている。
研究されている全生物種の24%が絶滅の危機にあり、この状態が続けば生物種に依存している人類にとって不都合になると予想されている。指標として、平均絶滅率を100万種あたり10種まで抑えることが提示されている。それぞれの生物種は生態系における機能が異なるため、機能を考慮した対応も必要とされている。
人類による生物多様性の損失は、これまで5回あった生物の大量絶滅に続く第6次大量絶滅とも呼ばれている。食物連鎖の頂点捕食者が減少することで、生態系が急速に変化する。絶滅した生物を復活させることはできないため、他の8つのプロセスとは異なり取り返しがつかない点も重要とされる。

### 生物地球化学的循環

窒素循環のモデル図

窒素循環には微生物叢が関わっており、マメ科などの植物の根には窒素固定菌が生息して土壌に窒素を蓄積する。土壌の窒素は、脱窒素細菌によって窒素ガスとして大気中に放出され、河川や海洋への流出を防ぐ。こうして窒素固定細菌と脱窒素細菌による循環が作られている。
古来から農業で作物を育てるために窒素が必要とされ、工業化の前には堆肥などで窒素を補充したり、豆類との混作によって空気中の窒素を取り入れていた。メソアメリカにおけるトウモロコシやカボチャと豆類の混作、西アフリカにおける穀物とササゲの混作、日本の縄文時代におけるアズキやダイズの栽培は、マメ科植物の利点を経験から学んだ方法だった。
工業化によって人工肥料が使われるようになると、大量の窒素が余って土壌に残るようになった。過剰となった窒素とリンは河川や沼沢地、海洋に流れ込んで富栄養化による無酸素現象などを引き起こす。当初の限界値の指標は、農業による窒素固定は年間3500万トン、海洋へのリン流入量は自然な風化で海に流入する量の10倍以下とされている。のちの研究により、大気中の窒素ガスは年間4400万トン以下という新たな指標が定められ、リンについては淡水の限界値も加わった。しかし窒素生産量は1990年代ですでに4400万トンを越えており、2015年時点で1億5000万トンに達している。

### 海洋酸性化

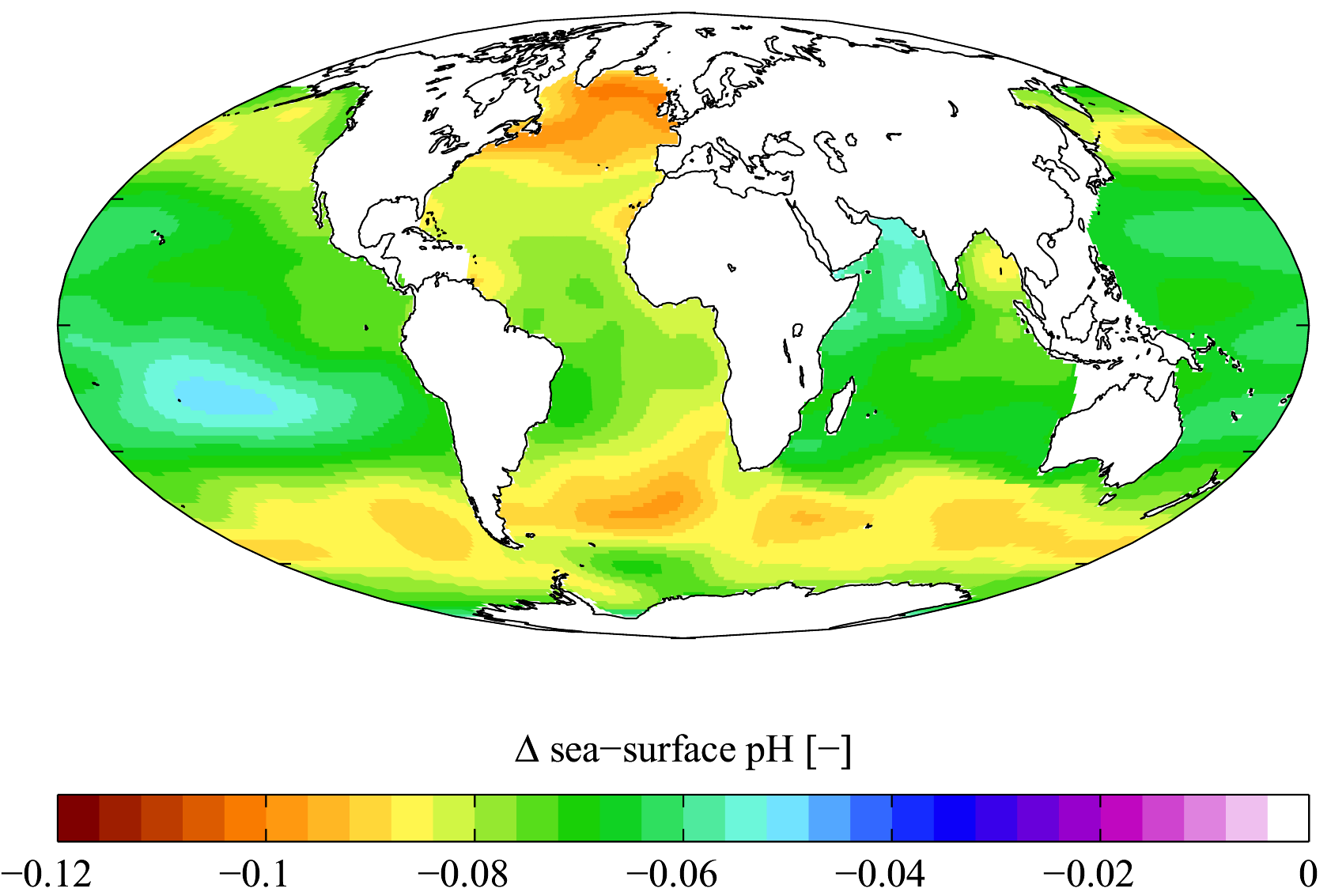
産業革命（1700年代）から現在（1990年代）までの海面pHの変化の推定。ΔpHは標準pH単位である

海洋酸性度は産業革命以来30%も増加している。人間の活動で輩出された二酸化炭素の約4分の1が海洋に溶解し、炭酸が生成される。この酸はサンゴ、甲殻類およびプランクトンが殻や骨格を作る能力を阻害する。こうした生態系の主要な種が一次的に絶滅することで、さらに二次的な絶滅（カスケード効果）が引き起こされ、魚資源に深刻な影響を与えるおそれがある。この限界点は大気中の二酸化炭素濃度増加が基礎となる制御変数でもあるため、気候変動の限界点と相互に強く関連している。海洋化学者Peter Brewerは、「海洋の酸性化はpHの単純な変化以外の影響を有しており、これらには境界も必要である」と考えている。
指標とされているアラレ石（アラゴナイト）は、海水が酸性になることで溶解する炭酸カルシウムの一種であり、この水準が産業革命以前の80%を下回るとサンゴ礁は絶滅の危機におちいる。サンゴ礁の絶滅は海洋の生態系の崩壊につながる。海洋酸性化によって魚やクジラの耳小骨も変形も起こす。

### 土地利用変化

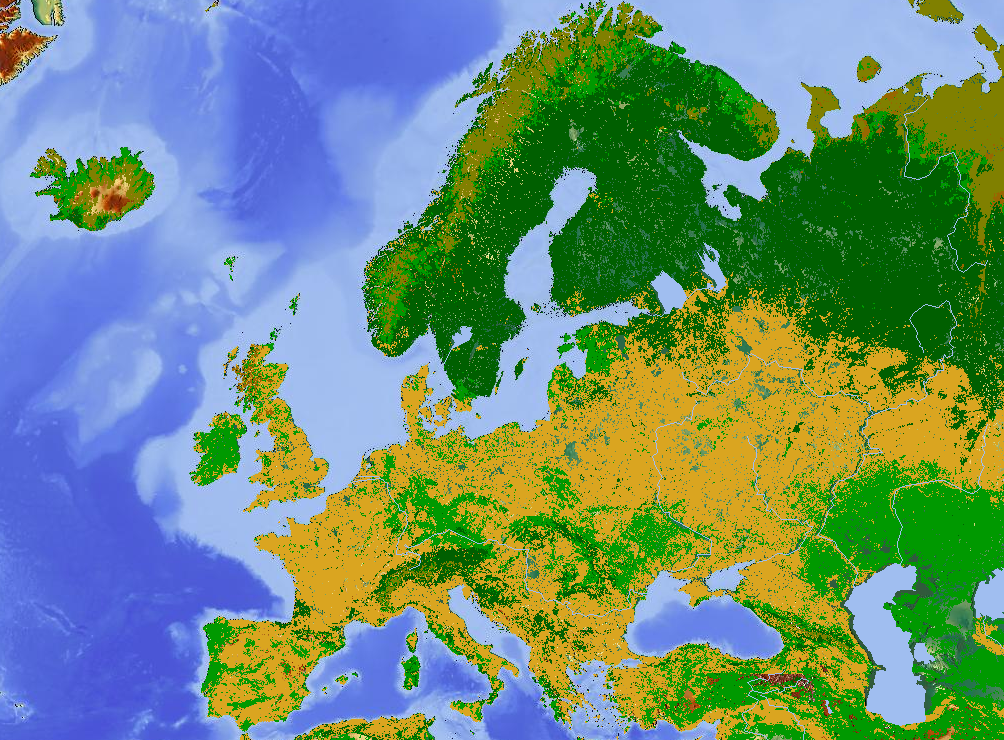
欧州の土地利用地図。人間の土地利用は、耕作農地（黄色）と牧草地（ライトグリーン）が含まれる

地球上では、森林、湿地、その他の植生の生態系が農業などの土地利用によって減少してきた。生物多様性の損失、淡水の枯渇、二酸化炭素吸収源の減少などの影響を与えている。開発する土地の限界値の指標は、凍結していない地表の15%以下とされ、2015年時点で12%に達している。
二酸化炭素を吸収する森林は、生物多様性を保ち、淡水資源を保全する役割も果たしている。のちの研究では、生物圏を維持するための森林として、アマゾン川・コンゴ川流域・東南アジアの熱帯雨林の85%、北方林の85%、温帯林の50%を保全する必要があるという提案が追加された。しかし伐採が進んだため、2015年時点で元来の森林被覆のうち60%しか残っておらず、これを75%まで回復させる必要があると指摘されている。持続可能な伐採とされている小規模な択伐も、積み重なると大規模な伐採よりも有害になる場合もある。樹木1本の伐採で平均30本が乾燥や土壌劣化などの有害な影響を受け、森林火災のリスクも高まる。
このままのペースで開発が進んだ場合、2100年にはアマゾン地域の森林面積が減少して砂漠化が進むとする研究があり、残される森林面積の予測は28%から10%まで幅がある。先進国が資金を提供して熱帯雨林を守るプロジェクトとして、森林減少・劣化からの温室ガス排出削減（REDD+）が開始された。

### グローバルな淡水利用

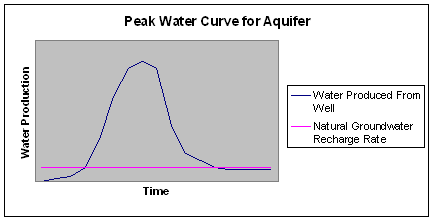
帯水層から地下水を汲み上げる際に、生産量が自然の涵養量を超えた後の水の生産曲線を示す

淡水利用の指標は、流水資源の消費を年間4000万立方キロメートル以下に抑えることとされる。淡水消費の92%は農業が占めており、生態系の崩壊を避けるために、灌漑などの方法で河川や帯水層を開発しないことが必要となる。また、世界の各河川の限界値も計算され、それぞれの河川が保持すべき最小限の水量も提案されている。
河川の淡水利用が増加したため、世界の河川の25%が海に到達していない。アラル海やチャド湖などの湖では淡水利用によって水位の減少が起きている。淡水利用の増加は、淡水種の生物の生息域の減少につながっており、淡水種の30%に絶滅の可能性がある。温暖化による氷河の減少は、山岳地の水不足の原因となっており、人口氷河や、山を白く塗って温度を下げる試みによって水資源の確保が行われている。淡水が少ない土地では、帯水層から地下水を汲み上げて使っているが、帯水層の中には数千年前に形成された枯渇性の水資源もある。こうした水は化石水と呼ばれており、取り尽くすと補充できない。
直接的な利用に加えて、水を使って作られる財やサービスも重要となる。輸入する食品に水が使われていれば、国境を越えて間接的に水が取引されていることを表す。こうした水はバーチャルウォーターと呼ばれる。たとえば日本では食料自給率が低く、木材も大量に輸入している。このため水の消費量は国内の570億立方メートルに対して、国外の農産物関連は640億立方メートル、木材は471億立方メートルあり、国外の消費量が国内の2倍近くとなる。アメリカで消費される水の80%は国内だが、20%は中国の長江の水となっている。

### 成層圏オゾン層の破壊

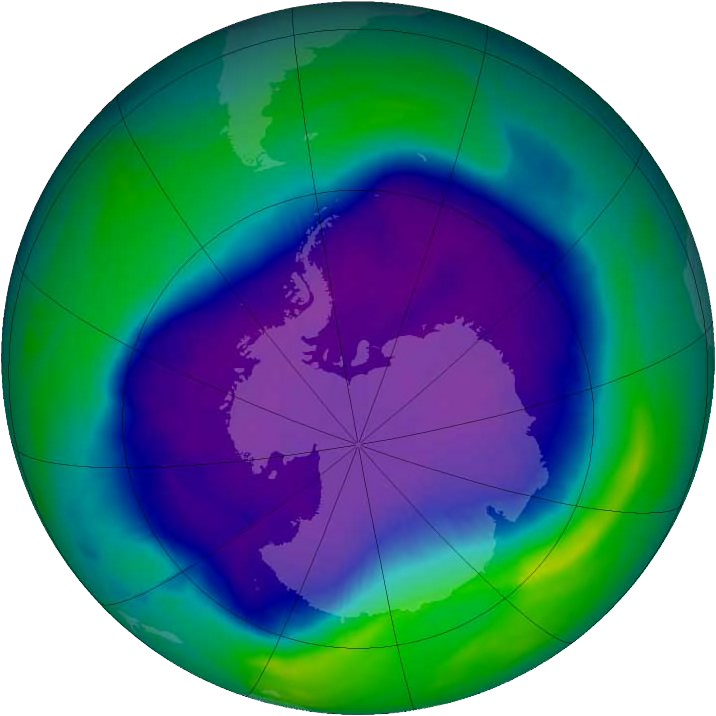
2006年9月21日から30日にかけて、南極のオゾンホールの面積は観測史上最大となった。

成層圏オゾン層は紫外線を遮断する効果があり、オゾン層の破壊は生物への健康被害となる。指標では、オゾン層濃度は産業革命前と比較した損失を5%以下に抑えることとされている。損失が5%を上回ると、オゾンホールが毎年極地に出現する可能性が高くなる。

### 大気エアロゾルの負荷

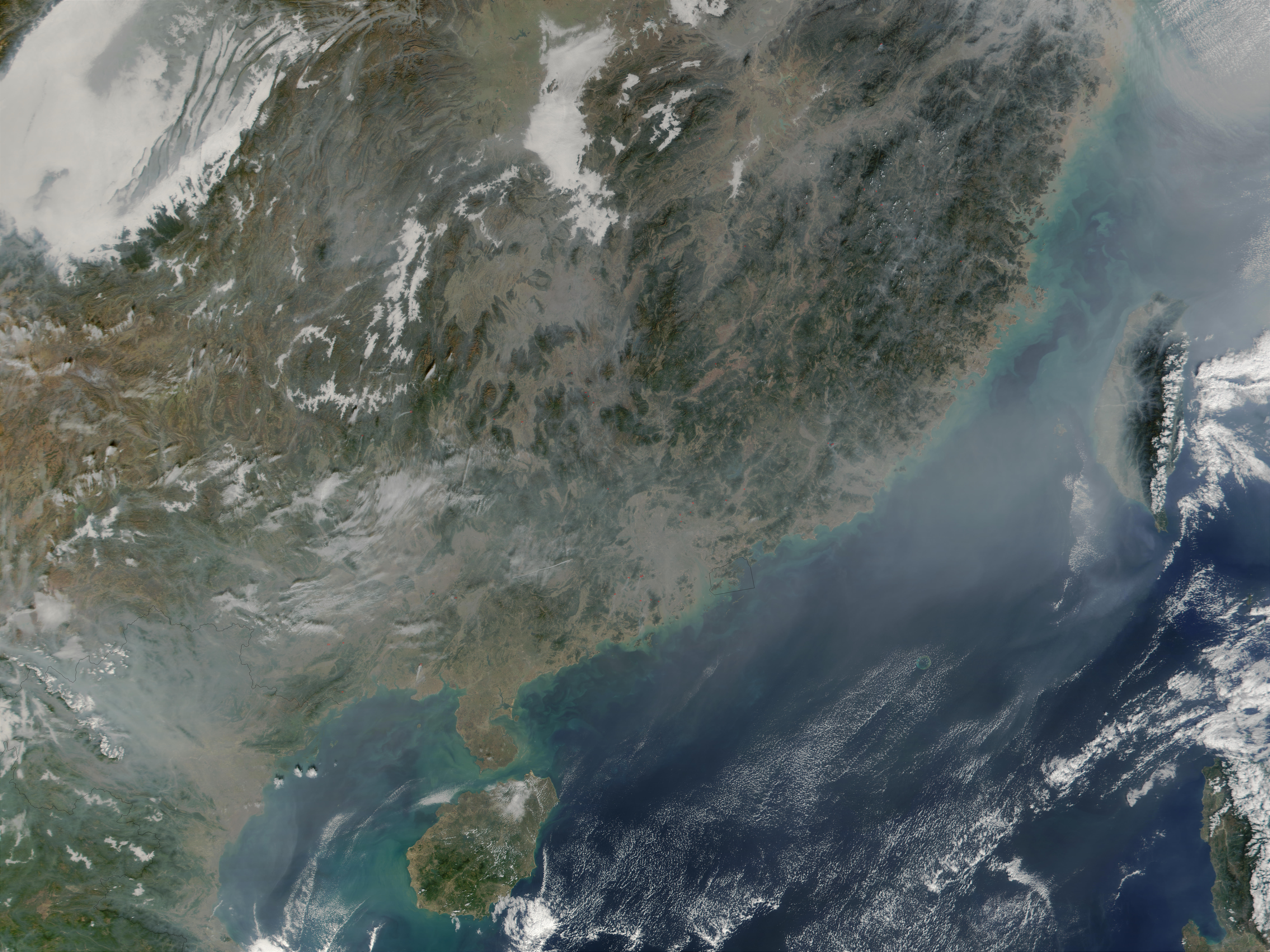
中国南部およびベトナムを覆うスモッグ

炭素粒子・硝酸塩・硫酸塩などによる大気汚染が問題とされているが、明確な指標が定められていない。
大気汚染の明確な指標はないが、イギリスで石炭利用が進んだ17世紀から問題とされてきた。17世紀には建築物の腐食、肺結核や風邪の増加が起き、18世紀には酸性雨が始まった。このため大気中の二酸化炭素・塩素・硫黄・アンモニアを測定する公害観測が始まった。19世紀以降は排出ガスが国境を越えた酸性雨の原因にもなり、1972年に初の環境問題の国際会議である国際連合人間環境会議設立のきっかけとなった。
21世紀に入ってからは中国やインドの都市部で大気汚染が深刻になっており、2015年の大気汚染による死亡者は900万人で、最多の国はインドの250万人だった。OECDの調査によれば、大気汚染による死者は2050年までに汚水や不衛生環境による死者よりも多くなるとされている。また、燃焼で発生した微粒子は太陽光を吸収して温暖化を加速させ、寒冷地で堆積すると氷解を促進し、植物にとっては光合成の制約になる。

### 化学物質による汚染
重金属・有機化学物質・放射性物質などの有害物質による生物圏の汚染が問題とされる。明確な指標が定められていない。
指標はないものの、化学物質の汚染は以前から問題とされてきた。生物学者のレイチェル・カーソンは、著書『沈黙の春』（1962年）において問題提起をしている。しかし、当時は全地球的なデータが存在しなかったため、保守的な政治家、エコノミスト、ビジネスリーダーらは人類が環境を変えた証拠はないと主張して問題の存在を認めなかった。

## 不可逆的な変化
限界点を超えた場合、環境に不可逆的な変化が起きると予測されている。これをレジームシフト（均衡状態の移行）とも呼ぶ。地球システムは、自己制御のプロセスが2段階になっている。第1段階では変化に対して生物学的・物理的・化学的プロセスが負のフィードバックとして働き、もとの状態に戻ろうとする。この負のフィードバックは回復力とも表現される。しかし限界を超えて第2段階になると、負のフィードバックが働かず、温暖化や寒冷化など別の均衡状態へと移行し、後戻りができなくなる。

### 気候変動
北極の温暖化が限界点を超えた場合、海氷が解ける現象が自己加速する。海氷がなくなった海面は氷がある状態よりも色が暗くなるため、太陽放射からより多くの熱を吸収する。地球全体で気候の調節機能が影響を受け、農業や漁業など生業への被害、疫病、生活様式が変化する。
すでに限界点を超えている二酸化炭素濃度については、二酸化炭素が海洋に吸収されて酸性化を起こしており、正確な予測が困難なものもある。海洋は温暖化によってより多くの二酸化炭素を吸収し、酸性化が進む。海面上昇は沿岸の海岸侵食、インフラストラクチャーへの被害も起こす。
12万年前は現在より気温が2度高く、当時の海面は4メートルから8メートル高かった。仮に同様の海面上昇が起きた場合、モルディブやキリバスなどの島嶼部の国家は国土を喪失し、ニューヨーク、シドニー、東京など沿岸部の都市は維持が困難となる。

### 生物多様性の損失
生態系においても不可逆的な変化が起きている。ブラジルの熱帯雨林は伐採によって湿度が減少してサバンナが拡大し、新しい状態への固定化が進んでいる。硬質サンゴの生態系が崩壊すると、軟質サンゴや岩礁に変化する。海洋無酸素事変も起きている。変化は急激な場合もあり、沼沢地や川に窒素やリンを含む廃水が流されると急激な無酸素化や藻類の大発生が起きる。サンゴ礁をはじめ海洋の生態系では、エルニーニョ現象などへの抵抗力が弱まる。サンゴ礁の崩壊や過剰な漁獲は生物多様性や漁業に悪影響を与える。

### 生物地球化学的循環
農業と都市生活からの窒素やリンの過剰な排水が淡水システムに影響を与える。地下水、湖、湿地、河川では富栄養化によって無酸素化が起きる。水質の低下は漁業、飲料水、健康への被害につながる。

### 土地利用変化
土地利用の増加は、温暖化とともに乾燥化を進める。森林の減少は水循環の喪失をまねき、雨量の減少、サバンナの自己乾燥の悪化、草原の砂漠化などを起こす。乾燥化や砂漠化は農業や牧畜業に影響を与え、食糧安全保障への悪影響、紛争増加の可能性がある。

## 政治・経済

### 経済的コスト
プラネタリー・バウンダリーを超えないことによって、人類は環境から経済的な恩恵を受けてきた。生態系が変化すると、それは損失へと変化する。世界経済の規模は約75兆USドルだが、2007年から2011年にかけて約20兆USドルに相当する生態系サービスを失っている。この生態系サービスとは淡水や土壌の質、木材の価値など直接的なサービスを指しており、自然を保全するための間接的なサービスは含まれておらず、実態はさらに多額にのぼる。仮に企業がこうしたサービスに対価を払うとすると、世界経済の純生産額は27%減少する。
気候変動による経済的損失は世界各地で起きており、毎年の環境災害による損害を金額に換算すると1500億USドルにのぼる。

### 不平等
気候変動の対策として、2030年までに25%の温室効果ガスを削減し、気温上昇を1.5度未満に抑えることがパリ協定（2015年）で決定された。しかし温室効果ガスは主に富裕国で排出されており、深刻な影響を受けるのは技術や資金が不足する途上国となる。地域による不平等の他に、所得層による不平等がある。富裕層ほどエネルギー消費が多くなるために排出量も増えることが複数の研究で判明しており、平均的には所得が10%増えると炭素排出量は9%増える。世界で最も排出量が多い上位10%の所得層は排出量の50%を占め、最も排出量が少ない50%の所得層は排出量の10%にとどまる。このため、富裕国および富裕層により大きな責任があるとされる。

### 政策提案
プラネタリー・バウンダリーにもとづき、ロックストロームらは以下の提案を行った。
1. 地球上の安全な機能空間の規制：生物多様性の損失をゼロとし、地球温暖化を2度以内に抑えることなどを目的として世界的に規制をする[79]。
2. 生物物理学的な余地空間を公平に分配する方法についての合意：炭素排出、土地利用、淡水利用、窒素とリン排出についての配分を合意する。森林の保全や生物多様性を食い止める点についても合意する[79]。
3. 政策的手段とガバナンスのあり方に多様性を許容する：市民運動、提携・誓約、アクティヴィズムなどのボトムアップの活動と、国や地域のガバナンスなどのトップダウンの活動をともに発展すること[79]。
4. 国内総生産（GDP）とは異なる成長と進歩に関する新しい基準を設定する：進歩を図る新しい指標と環境志向の経済発展の概念を構築する[79]。
5. 対応能力の開発への投資：途上国への自由な技術移転と、新たな技術革新を本格化するための必要な投資を含む[注釈 12][79]。

持続可能な開発目標（SDGs）の策定において、国連オープンワーキンググループ（OWG）が2013年から2014年に草案をまとめ、プラネタリー・バウンダリーの概念も反映された。

## 映像作品
- 『地球の限界: 私たちの地球の科学』（2021年）

Netflixのドキュメンタリー。原題は『Breaking Boundaries: The Science of Our Planet』。ロックストロームやデイビッド・アッテンボローが出演した。